# Mauriac (tổng)
Tổng Mauriac là một tổng thuộc tỉnh Cantal trong vùng Auvergne-Rhône-Alpes.

## Địa lý
Tổng này được tổ chức xung quanh Mauriac ở quận Mauriac. Độ cao khu vực này dao động từ 259 m (Chalvignac) đến 1 003 m (Moussages) với độ cao trung bình 639 m.

## Hành chính
| Giai đoạn | Ủy viên           | Đảng      | Tư cách                                        |
| --------- | ----------------- | --------- | ---------------------------------------------- |
| 21        | Gérard Leymonie   | UMP       | Phó chủ tịch tổng hội đồng, Thị trưởng Mauriac |
| 1935-1940 | Fernand Talandier | Rad. ind. | Député-Thị trưởng Mauriac                      |

## Các đơn vị trực thuộc
Tổng Mauriac gồm 11 xã với dân số 7 342 người (điều tra dân số năm 1999, dân số không tính trùng)
| Xã         | Dân số | Mã bưu chính | Mã insee |
| ---------- | ------ | ------------ | -------- |
| Arches     | 173    | 15200        | 15010    |
| Auzers     | 236    | 15240        | 15015    |
| Chalvignac | 497    | 15200        | 15036    |
| Drugeac    | 367    | 15140        | 15063    |
| Jaleyrac   | 374    | 15200        | 15079    |
| Mauriac    | 4 019  | 15200        | 15120    |
| Méallet    | 173    | 15200        | 15123    |
| Moussages  | 293    | 15380        | 15137    |
| Salins     | 153    | 15200        | 15220    |
| Sourniac   | 178    | 15200        | 15230    |
| Le Vigean  | 879    | 15200        | 15261    |

## Biến động dân số
| 1962                                                     | 1968  | 1975  | 1982  | 1990  | 1999  |
| -------------------------------------------------------- | ----- | ----- | ----- | ----- | ----- |
| 7 825                                                    | 8 578 | 8 088 | 8 048 | 7 700 | 7 342 |
| Nombre retenu à partir de 1962 : dân số không tính trùng |       |       |       |       |       |